# Kreditgräns
Kreditgräns är en finansiell term för det högsta belopp i obetalda fakturor (ett pengabelopp) som tillåts av kreditgivaren.  Om det överskrids kommer en ny order inte längre att accepteras.
Privatpersoner möter oftast kreditgränser i samband med kreditkort, där kreditgränsen är det högsta belopp man får handla för sammanlagt.  När kreditgränsen uppnås spärras kortet för ytterligare inköp.